# The Shadow of the Eagle
The Shadow of the Eagle è un serial cinematografico statunitense del 1932 diretto da Ford Beebe e B. Reeves Eason.
L'ambientazione è di genere giallo e thriller e il serial è composto di dodici episodi con John Wayne, Dorothy Gulliver e Edward Hearn.

## I titoli dei capitoli
1. The Carnival Mystery
2. Pinholes
3. The Eagle Strikes
4. Man of a Million Voices
5. The Telephone Cipher
6. Code of the Carnival
7. Eagle or Vulture?
8. On the Spot
9. The Thieves Fall Out
10. The Man Who Knew
11. The Eagle's Wings
12. The Shadow Unmasked[1]

## Produzione
Il film, diretto da Ford Beebe e B. Reeves Eason con il soggetto di Ford Beebe, Colbert Clark e Wyndham Gittens, fu prodotto da Nat Levine per la Mascot Pictures e girato nella Antelope Valley, nel Bronson Canyon e a Lancaster in California.

## Distribuzione
Il film fu distribuito negli Stati Uniti dal 1º febbraio 1932 al cinema dalla Mascot Pictures.
Alcune delle uscite internazionali sono state:
- in Portogallo il 21 luglio 1947 (A Sombra da Águia)
- in Spagna (La sombra del águila)

## Promozione
La tagline è: "A CRASHING Adventure Serial!".